# Eacles amazonica
Eacles amazonica är en fjärilsart som beskrevs av Arthur Schüssler 1936. Eacles amazonica ingår i släktet Eacles och familjen påfågelsspinnare. Inga underarter finns listade i Catalogue of Life.